# مثلث عذاب

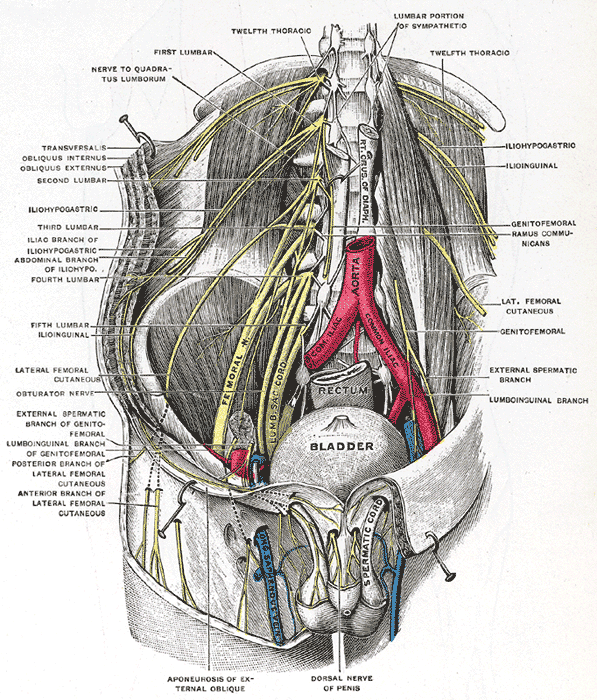
تشریح عمیق و سطحی شبکه کمری و نمایش عروق مثلث شکل. کتاب آناتومی گری

مثلث عذاب (به انگلیسی: Triangle of Doom)، یک مثلث تشریحی است که توسط مجرای وابران در قسمت داخلی، عروق اسپرماتیک در طرفین و چین‌های صفاقی در قسمت پایینی تعریف می‌شود. این مثلث شامل سرخرگ تهیگاهی بیرونی، ورید ایلیاک سیرکومفلکس عمیق، شاخه تناسلی عصب تناسلی‌رانی و پنهان شده توسط فاسیا و عصب رانی است.
در ترمیم لاپاراسکوپی فتق کشاله ران اهمیت دارد. در این‌جا از منگنه‌های جراحی اجتناب می‌شود.
مانند مثلث عذاب، مثلث درد است که نقطه عطف مهمی در جراحی لاپاروسکوپی محسوب می‌شود. مرز رگ‌های غدد جنسی (شریان بیضه و ورید) - در قسمت میانی دستگاه ایلیوپوبیک - فوقانی و بازتاب صفاقی در زیر است. محتویات این مثلث شامل شاخه کشاله ران عصب تناسلی‌رانی جنیتو و عصب پوستی جانبی ران است.

## اهمیت
پس از قرار دادن مش، جراح باید از قرار دادن تاچ‌ها برای محکم کردن مش در زیر دستگاه ایلیوپوبیک خودداری کند، در غیر این صورت می‌تواند به اعصاب بیمار آسیب برساند. از این رو، مثلث درد نام‌گذاری شده‌است.